# Кар'єр

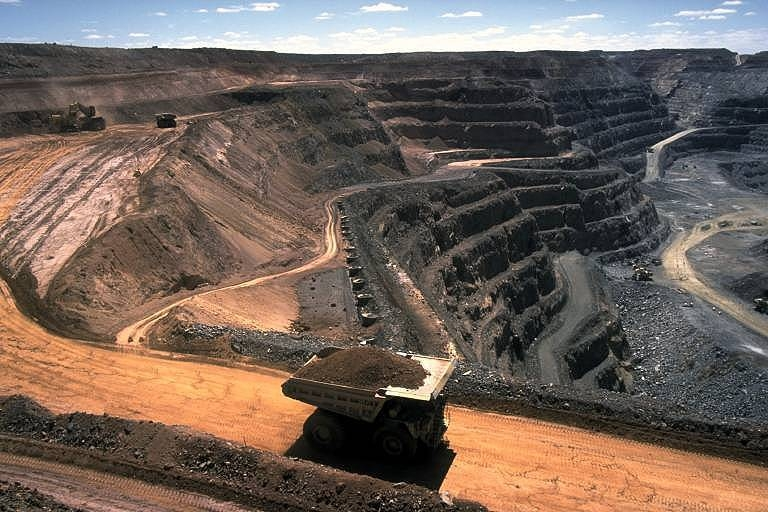
Рис. 1. Вугільний кар'єр (розріз).

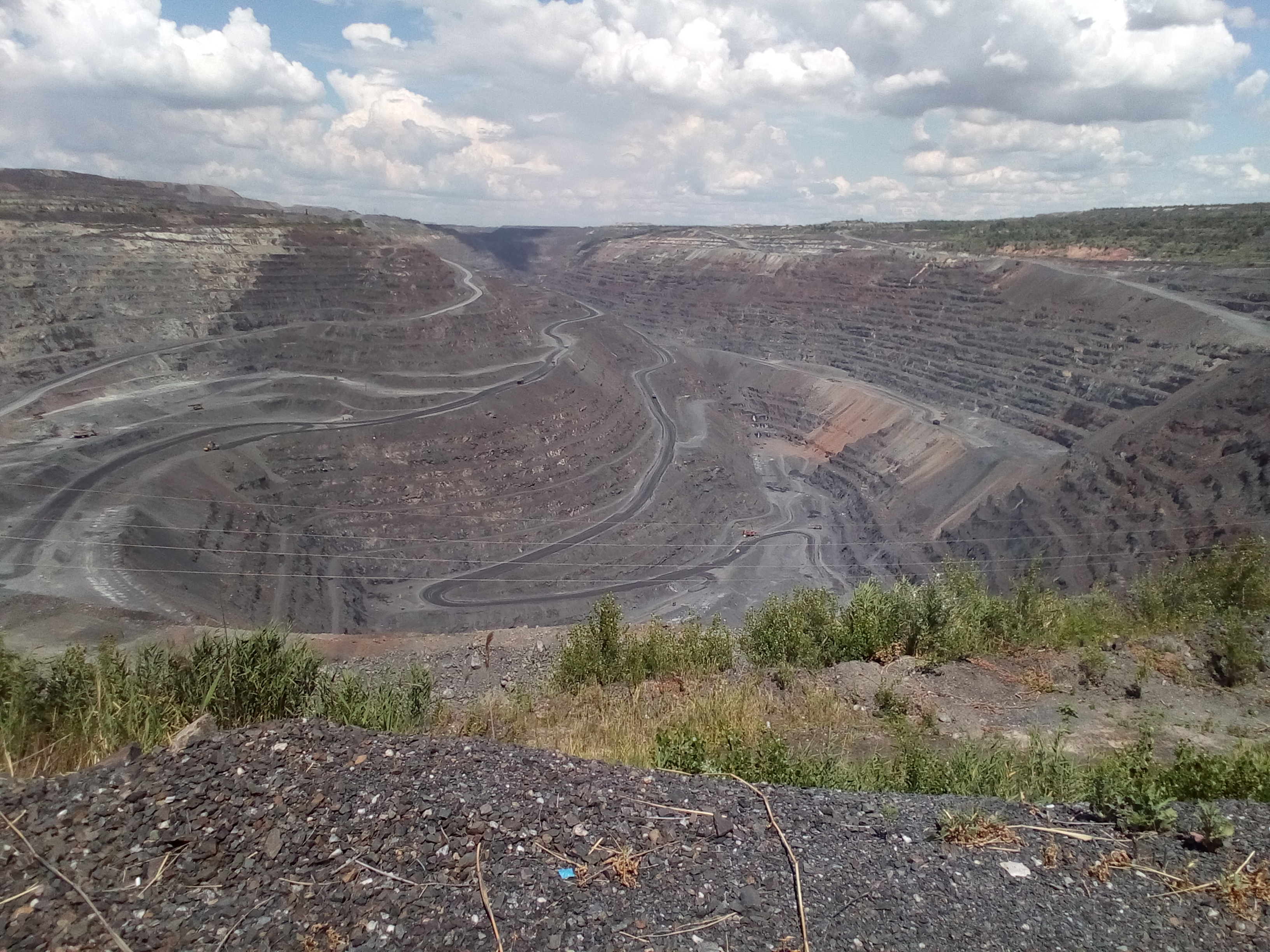
Рис. 2. Залізорудний кар'єр Полтавського гірничо-збагачувального комбінату.

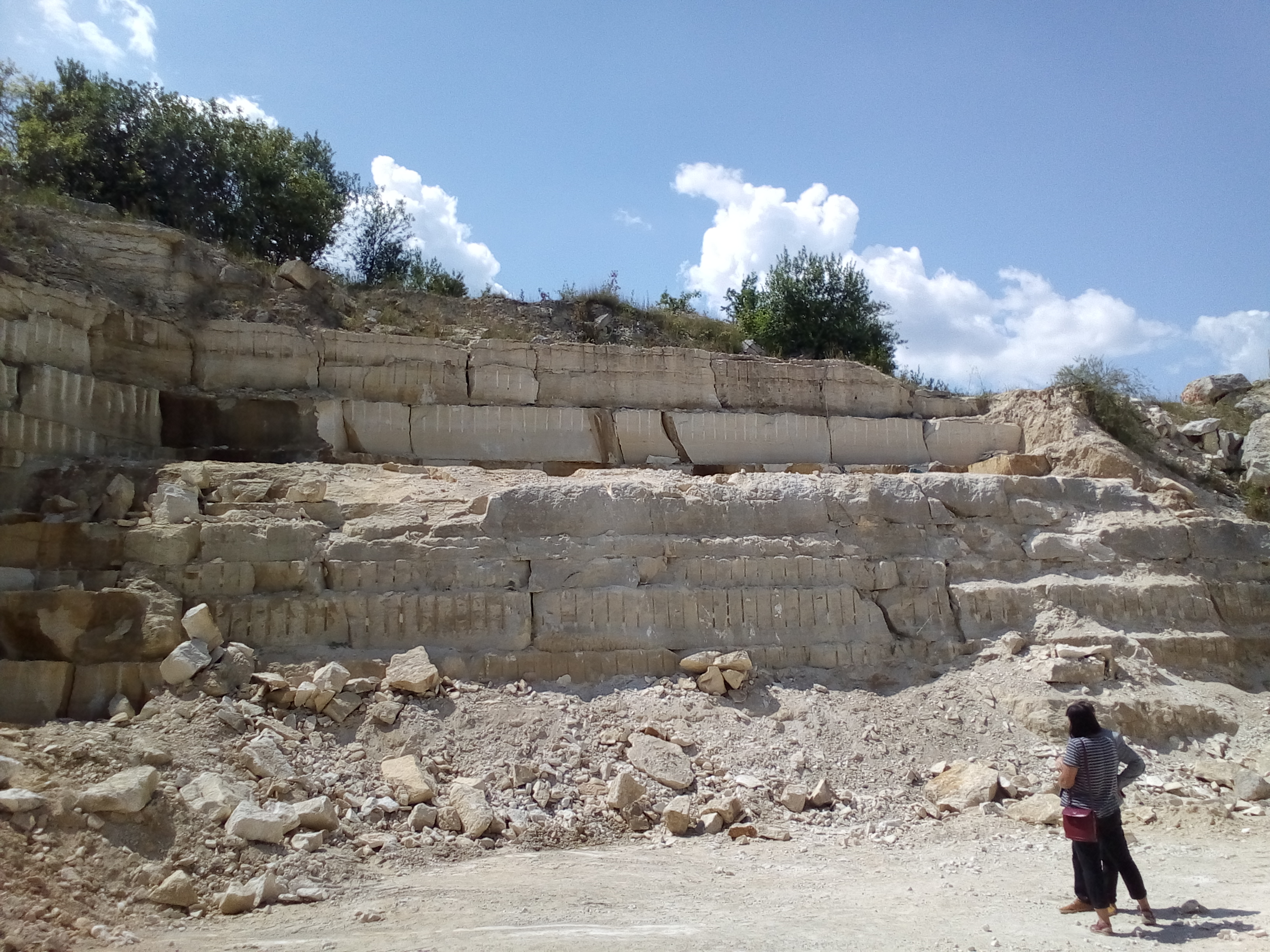
Рис. 3. Вапняковий кар'єр. Львівська область. 2019 р.

Кар'є́р — сукупність відкритих гірничих виробок, призначених для розробки родовища корисних копалин; копальня, гірниче підприємство з видобування корисних копалин відкритим способом.
Вугільний кар'єр називають «вугільним розрізом». Кар'єр для видобутку каменю називається «каменярня».

## Історія

Рис. 4.

Відкриті гірничі роботи відомі з епохи палеоліту. Перші великі кар'єри з'явилися у зв'язку з будівництвом у Стародавньому Єгипті пірамід. Пізніше в античному світі в кар'єрах у великих масштабах добувався мармур. Розширення області застосування відкритого способу розробки за допомогою кар'єрів стримувалося аж до початку ХХ ст. відсутністю високопродуктивних машин для виймання і переміщення великих обсягів розкривних порід. На кінець ХХ ст. в кар'єрах добувалося 95 % будівельних гірських порід, бл. 70 % руд, 90 % бурого і 20 % кам'яного вугілля.

## Елементи кар'єру
Елементи кар'єру — просторові складові кар'єру, які вичерпно характеризують його геометрію. Основні елементи (рис.4): робочий (1) і неробочий (2) борт кар'єру, підошва або дно (3), верхній і нижній контури (4) кар'єру, уступи (5,6), майданчики (7,8), кути укосу уступу γ1, γ2, границі кар'єру.

### Робоча зона кар'єру
Робоча зона кар'єру — сукупність робочих (розкривних та добувних) уступів, на яких виконуються роботи по підготовці та вийманню гірських порід. Положення К.р.з. визначається на розрізі кутом нахилу робочого борту кар'єру і висотними відмітками верхнього та нижнього робочих горизонтів; у плані — протяжністю фронту робіт на робочих уступах. При розробці горизонтальних і пологих родовищ малої та середньої потужності висотне положення К.р.з. залишається незмінним; при розробці похилих і крутих родовищ, а також потужних ізометричних покладів робоча зона поступово знижується разом зі збільшенням глибини кар'єру.

### Дно кар'єру
Дно кар'єру — майданчик нижнього уступу кар'єру (що називається також підошвою кар'єру).
В умовах розробки крутих та нахилених тіл корисних копалин мінімальні розміри Д.к. визначаються з урахуванням умов безпечного виймання і навантаження гірських порід з останнього уступу: по ширині — не менше 20 м, по довжині — не менше 50-100 м.
Під час розробки морфологічно складних покладів значного простягання Д.к. може мати ступінчасту форму.

### Глибина кар'єру
Глибина кар'єру — відстань по вертикалі між рівнем земної поверхні і дном кар'єру або відстань від верхнього контуру кар'єру до нижнього. Розрізняють проектну, кінцеву та граничну Г.к. (див. глибокий кар'єр).

### Граничний контур кар'єру
Граничний контур кар'єру — контур кар'єру на період його погашення, тобто припинення робіт.

## Будівництво кар'єру
Сукупність робіт (гірничо-капітальних, транспортних, монтажних та інших), що включають супутнє видобування корисної копалини і проводяться з метою утворення мінімально можливого фронту гірничих робіт, нормативних розкритих запасів, робочих майданчиків на уступах, передбачених проектом транспортних комунікацій тощо.

### Технологія і техніка проведення
Кар'єр — це система уступів (як правило, верхні — породні або розкривні, нижні — видобувні), посування яких забезпечує виймання гірн. маси в контурах кар'єрного поля. Транспортні зв'язки в кар'єрі забезпечуються постійними або ковзаючими з'їздами, а з поверхнею — траншеями. У процесі експлуатації відбувається переміщення робочих уступів, внаслідок чого збільшується вироблений простір. За допомогою розкривних робіт покривні породи переміщають у відвали, які іноді розміщують у виробленому просторі. При глибині кар'єра до 100 м з міцними вмісними породами в собівартості 1 м³ розкриву до 25-30 % займають буропідривні роботи, 12-16 % — екскавація, 35-40 % — транспорт і 10-15 % — відвалоутворення. Із збільшенням глибини К. частка витрат на транспорт збільшується до 60-70 %.
Для буріння вибухових свердловин у кар'єрі застосовують важкі бурові станки масою до 100—130 т та легкі бурові станки. Осн. тип ВР — ґранульовані аміачно-селітряні ґрануліти, грамоніти (суміш селітри з тротилом) і водонаповнені (в обводнених свердловинах). Основне виймально-навантажувальне обладнання при видобуванні вугілля і руди — електричні екскаватори з канатним приводом і ковшем місткістю 15-30 м³ при довжині стріли до 26 м. Одночасно дуже поширені гідравлічні прямі мехлопати з ковшами місткістю 10-38 м³. Використовуються одноковшеві навантажувачі з ковшами місткістю 4-20 м³. На розкривних роботах впроваджуються все потужніші мехлопати і драґлайни (наприклад, застосовується розкривна мехлопата масою 12 тис.т з ковшем місткістю 135 м³ при потужності привода 22 тис. кВт і драґлайн масою 12 тис. т з ковшем місткістю 168 м³ при довжині стріли 92 м).
Потокова технологія на кар'єрах досягається застосуванням роторних екскаваторів (при діам. ротора 22 м і ковшах місткістю 6,6 м³ добова продуктивність машини до 240 тис. м³). На кар'єрах середньої і малої потужності високу ефективність показують компактні роторні екскаватори із зменшеними робочими параметрами. На кар'єрах з міцними породами найбільший обсяг перевезень здійснюється важкими автосамоскидами.
Автосамоскиди вантажопідйомністю 100—155 т — поширений засіб транспорту завдяки їх маневреності, можливості долати круті схили. Експлуатуються і 200-300-тонні самоскиди. Для транспортування гірн. маси з кар'єрів застосовують залізничні тягові агрегати зчіпною масою 360 т, думпкари вантажопідйомністю до 180 т. Застосовують самохідні кар'єрні дробарки на гусеничному, колісному і крокуючо-рейковому ходу з масою до 600 т і продуктивністю 5000 т/год. Використання в кар'єрах дробильних агрегатів дозволяє перейти до ширшого використання конвеєрних систем.
Найбільший кар'єр в Україні — Інгулецький (до 34,8 млн т руди на рік).

### Фронт робіт у кар'єрі

Рис. 5. Розміщення фронту гірничих робіт.

Фронт робіт кар'єру — сумарна протяжність фронтів робіт окремих робочих уступів; поділяється на розкривний та видобувний.
Посування фронту робіт у кар'єрі — один з показників інтенсивності розробки родовища; характеризується швидкістю П.ф.р.к., тобто відстанню переміщення фронту гірничих робіт, вираженою в метрах за одиницю часу (здебільшого — за рік). Залежить г.ч. від масштабу робіт, виду та конструкції навантажувального і транспортного обладнання, що застосовується, способу переміщення фронту гірничих робіт та висоти уступів, що відпрацьовуються. Розрізняють віялове, рівнобіжне та змішане П.ф.р.к.
Посування віялове — переміщення фронту гірничих робіт при розробці кар'єрного поля (чи його частини) округлої форми, що характеризується більшою швидкістю посування відділених від поворотного пункту ділянок фронту (переміщення фронту в плані «віялом», «по віялу»).
Посування фронту рівнобіжне — переміщення фронту гірничих робіт паралельно одній з осей кар'єрного поля від однієї його границі до іншої чи з проміжного положення до контурів.
Посування фронту змішане — комбінація різних схем посування фронту гірничих робіт, наприклад, рівнобіжного і віялового.
Відносно простягання покладів корисних копалин фронт робіт може бути поздовжнім (рис. 5, а), поперечним (рис. 5, б) або концентричним (рис. 5, в). Сумарна довжина фронтів робіт на уступах становить фронт робіт кар'єру.
- Поздовжній фронт кар'єру має значну довжину і відносно малу швидкість посування (30...60 м/р). При цьому складаються сприятливі умови для роздільної розробки різновидів гірських порід ва уступах, утворення значних запасів підготовлених до виймання  корисних копалин і інтенсивності їх видобування. Але таке орієнтування фронту пов'язано з великим об'ємом гірничопідготовчих робіт. Воно доцільне на кар'єрах з відносно невеликою потужністю покривних  порід і експлуатацією залізничних потягів та стрічкових конвеєрів.

- Поперечний фронт кар'єру має відносно малу довжину і велику швидкість посування (60...200 м/р). Резерви нарощування виробничої потужності і створення значних запасів підготовлених до виймання корисних копалин обмежені. Проте, об'єми гірничо-підготовчих робіт невеликі, що забезпечує темп поглиблення до 10...20 м/р і більше. Така орієнтація фронту доцільна при розробці крутоспадаючих родовищ корисних копалин з використанням автомобільного транспорту у вибоях.
- Концентричний фронт кар'єру характеризується довжиною на кожному уступі, що  змінюється протягом усього періоду експлуатації. Фронт робіт по корисних копалинах обмежений 3...5 нижніми уступами. Однак, таке орієнтування фронту забезпечує мінімальні об'єми гірничопідготовчих і розкривних робіт та високий темп поглиблення. Воно практикується на глибоких кар'єрах з використанням автомобільного і рідко – залізничного транспорту у вибоях.

### Глибина розвитку деформацій в кар'єрі
Глибина розвитку деформацій в кар'єрі — горизонтальна відстань від початкового положення верхньої бровки укосу (верхньої бровки контуру кар'єру) до останньої тріщини, що візуально прослідковується в напрямку, протилежному напряму руху зміщених мас укосу.

### Об'єм кар'єру
Об'єм гірських порід, що підлягають розробці в кінцевих (проектних) контурах кар'єру.

### Межі (границі) кар'єра
Межі (границі) кар'єра — поверхні, що проходять через верхній і нижній контури кар'єру, та поверхні, що обмежують його по глибині.
Визначаються планом кар'єра, ТЕО на об'єкт.

## Див. також

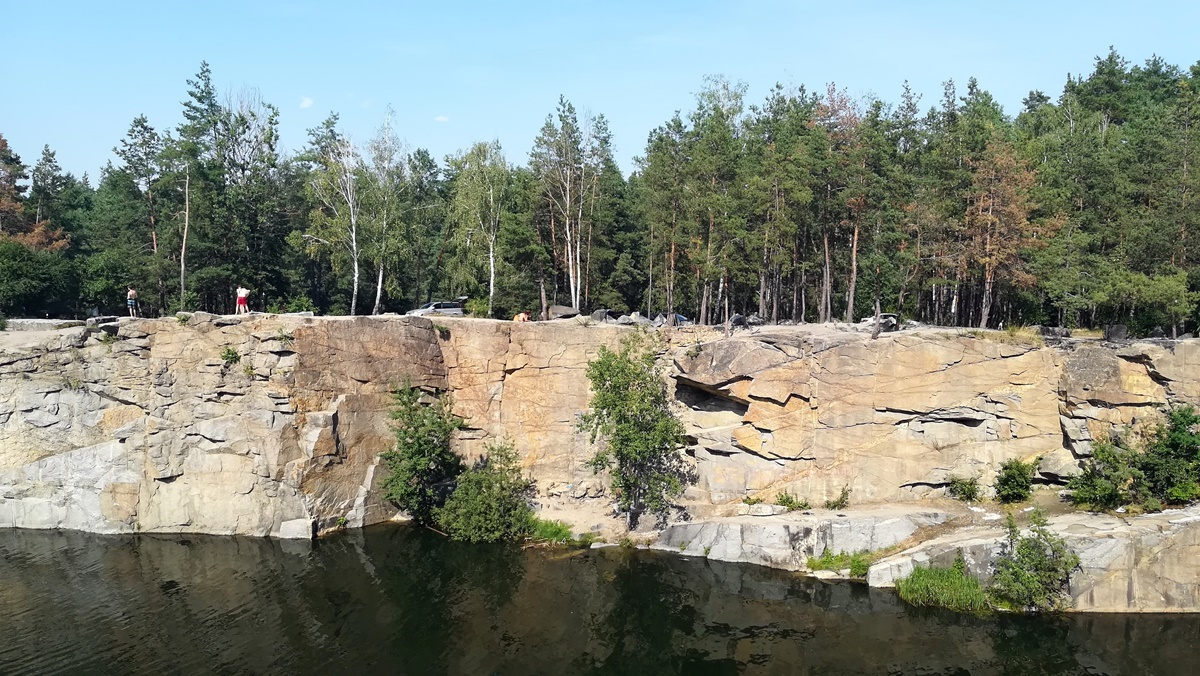
Рис. 2. Східна частина затопленого Коростишівського кар'єру, липень 2020 року.